# Halowe Mistrzostwa Świata w Lekkoatletyce 1993 – pchnięcie kulą mężczyzn
Pchnięcie kulą mężczyzn – jedna z konkurencji rozgrywanych podczas halowych mistrzostw świata w lekkoatletyce w 1993. Kwalifikacje i finał odbyły się 12 marca.
Do kwalifikacji zgłoszonych zostało 15 zawodników z 12 państw.
Zawody w tej konkurencji wygrał reprezentant Stanów Zjednoczonych Mike Stulce. Drugą pozycję zajął rodak triumfatora Jim Doehring, trzecią zaś reprezentujący Ukrainę Ołeksandr Bahacz.

## Wyniki

### Kwalifikacje
Źródło: 
| Miejsce | Zawodnik           | Państwo           | Podejście | Podejście | Podejście | Wynik | Uwagi |
| Miejsce | Zawodnik           | Państwo           | #1        | #2        | #3        | Wynik | Uwagi |
| ------- | ------------------ | ----------------- | --------- | --------- | --------- | ----- | ----- |
| 1.      | Mike Stulce        | Stany Zjednoczone | 20,56     | –         | –         | 20,56 |       |
| 2.      | Ołeksandr Bahacz   | Ukraina           | X         | 20,21     | –         | 20,21 |       |
| 3.      | Ołeksandr Kłymenko | Ukraina           | 19,74     | –         | –         | 19,74 |       |
| 4.      | Siergiej Smirnow   | Rosja             | 19,38     | 19,64     | –         | 19,64 |       |
| 5.      | Jim Doehring       | Stany Zjednoczone | 19,21     | 19,56     | –         | 19,56 |       |
| 6.      | Paolo Dal Soglio   | Włochy            | X         | 18,37     | 19,49     | 19,49 |       |
| 7.      | Luciano Zerbini    | Włochy            | 19,32     | 19,09     | X         | 19,32 |       |
| 8.      | Oliver-Sven Buder  | Niemcy            | 19,12     | 18,57     | X         | 19,12 |       |
| 9.      | Paul Edwards       | Wielka Brytania   | 17,63     | 18,23     | 18,11     | 18,23 |       |
| 10.     | Markus Koistinen   | Finlandia         | 17,90     | 18,20     | X         | 18,20 |       |
| 11.     | Wiktar Bułat       | Białoruś          | 18,18     | 17,74     | 18,01     | 18,18 |       |
| 12.     | Gheorghe Gușet     | Rumunia           | 17,84     | 18,09     | X         | 18,09 |       |
| 13.     | John Minns         | Australia         | 17,96     | 17,88     | 18,08     | 18,08 | NR    |
| 14.     | Kent Larsson       | Szwecja           | 17,51     | 17,70     | 18,05     | 18,05 |       |
| 15.     | Rob Venier         | Kanada            | 17,14     | 17,36     | X         | 17,36 |       |

### Finał
Źródło: 
| Miejsce | Zawodnik           | Państwo           | Podejście | Podejście | Podejście | Podejście | Podejście | Podejście | Wynik | Uwagi |
| Miejsce | Zawodnik           | Państwo           | #1        | #2        | #3        | #4        | #5        | #6        | Wynik | Uwagi |
| ------- | ------------------ | ----------------- | --------- | --------- | --------- | --------- | --------- | --------- | ----- | ----- |
| 01 !    | Mike Stulce        | Stany Zjednoczone | 20,81     | 20,40     | 21,05     | 20,57     | 21,27     | X         | 21,27 |       |
| 02 !    | Jim Doehring       | Stany Zjednoczone | 21,08     | X         | X         | X         | X         | 20,34     | 21,08 |       |
| 03 !    | Ołeksandr Bahacz   | Ukraina           | 20,50     | 20,30     | 20,68     | 20,83     | X         | X         | 20,83 |       |
| 4.      | Ołeksandr Kłymenko | Ukraina           | 20,16     | 20,58     | 20,20     | 20,28     | X         | X         | 20,58 |       |
| 5.      | Paolo Dal Soglio   | Włochy            | X         | X         | 19,44     | 19,40     | 19,74     | 19,51     | 19,74 |       |
| 6.      | Luciano Zerbini    | Włochy            | 19,68     | 19,26     | X         | 19,23     | 19,29     | 19,66     | 19,68 |       |
| 7.      | Siergiej Smirnow   | Rosja             | 18,99     | 19,59     | X         | X         | 19,49     | X         | 19,59 |       |
| 8.      | Oliver-Sven Buder  | Niemcy            | 18,81     | 19,03     | 18,86     | X         | 18,67     | 18,65     | 19,03 |       |
| 9.      | Paul Edwards       | Wielka Brytania   | X         | 17,87     | 18,32     | NQ        | NQ        | NQ        | 18,32 |       |
| 10.     | Wiktar Bułat       | Białoruś          | 17,53     | X         | 18,17     | NQ        | NQ        | NQ        | 18,17 |       |
| 11.     | Markus Koistinen   | Finlandia         | 17,87     | 18,00     | 17,86     | NQ        | NQ        | NQ        | 18,00 |       |
| –       | Gheorghe Gușet     | Rumunia           | X         | X         | X         | NQ        | NQ        | NQ        | NM    |       |